# Набережное (Одесская область)
Набережное (укр. Набережне) — посёлок, относится к Беляевскому району Одесской области Украины.
Население по переписи 2001 года составляло 921 человек. Почтовый индекс — 67633. Телефонный код — 4852. Занимает площадь 0,51 км². Код КОАТУУ — 5121080303.

## Местный совет
67632, Одесская обл., Беляевский р-н, с. Августовка, ул. Кооперативная, 21